# جیکوب مورفی
جیکوب مورفی (انگلیسی: Jacob Murphy؛ زادهٔ ۲۴ فوریهٔ ۱۹۹۵) بازیکن فوتبال اهل بریتانیا است.
از باشگاه‌هایی که در آن بازی کرده‌است می‌توان به باشگاه فوتبال نوریچ سیتی، باشگاه فوتبال کولچستر یونایتد، باشگاه فوتبال سوئیندون تاون، باشگاه فوتبال کاونتری سیتی، باشگاه فوتبال ساوتند یونایتد، باشگاه فوتبال اسکانتورپ یونایتد، و باشگاه فوتبال بلکپول اشاره کرد.
وی همچنین در تیم‌های ملی فوتبال زیر ۱۸ سال انگلستان، زیر ۱۹ سال انگلستان، زیر ۲۰ سال انگلستان، و زیر ۲۱ سال انگلستان بازی کرده‌است.

## تیم ملی
مورفی در اکتبر ۲۰۱۲ به تیم زیر ۱۸ سال انگلیس دعوت شدو اولین بازی خود را در پیروزی ۲–۰ مقابل زیر ۱۸ سال ایتالیا در ۲۴ اکتبر ۲۰۱۲ انجام داد.
در نوامبر ۲۰۱۲، مورفی به تیم ملی فوتبال زیر ۱۹ سال انگلستان دعوت شد. اولین بازی او در پیروزی ۱–۰ مقابل فنلاند زیر ۱۹ سال در ۱۳ نوامبر ۲۰۱۲ انجام شد.
در اواخر سال ۲۰۱۴، مورفی پس از خروج برادرش جاش مورفی به تیم ملی فوتبال زیر ۲۰ سال انگلستان دعوت شد.و اولین بازی خود را در پیروزی ۳–۲ مقابل زیر ۲۰ سال هلند در ۱۴ اکتبر ۲۰۱۴ انجام داد.
در سال ۲۰۱۷ مورفی به تیم تیم ملی فوتبال زیر ۲۱ سال انگلستان دعوت شد. او در اولین بازی خود دو گل در برد ۳–۰ مقابل زیر ۲۱ سال‌های ایسلند به ثمر رساند.

## زندگی شخصی
وی برادر دوقلوی دیگر فوتبالیست حرفه‌ای، جاش مورفی است.
دایی او نیز تامی پارکین، بازیکن بازنشسته باشگاه فوتبال ایپسویچ تاون است.